# Britzer Garten
Il Britzer Garten è un parco pubblico di Berlino, posto nel quartiere periferico di Britz.
Fu realizzato nel 1985, in occasione della mostra federale di giardinaggio (Bundesgartenschau).